# Murat-le-Quaire
Murat-le-Quaire ist eine französische Gemeinde mit 486 Einwohnern (Stand 1. Januar 2022) im Département Puy-de-Dôme in der Region Auvergne-Rhône-Alpes (vor 2016 Auvergne). Murat-le-Quaire gehört zum Arrondissement Issoire (bis 2017 Clermont-Ferrand) und zum Kanton Le Sancy (bis 2015 Rochefort-Montagne). 

## Geographie
Murat-le-Quaire liegt an der oberen Dordogne, etwa 39 Kilometer südwestlich von Clermont-Ferrand. Umgeben wird Murat-le-Quaire von den Nachbargemeinden Saint-Sauves-d’Auvergne im Norden und Westen, Laqueuille im Norden und Nordosten, Mont-Dore im Osten und Südosten sowie La Bourboule im Süden.

## Bevölkerung
| Jahr                       | 1962 | 1968 | 1975 | 1982 | 1990 | 1999 | 2006 | 2017 |
| Einwohner                  | 385  | 382  | 367  | 419  | 435  | 499  | 483  | 472  |
| Quellen: Cassini und INSEE |      |      |      |      |      |      |      |      |

## Sehenswürdigkeiten
- Kirche Saint-Maurice
- Reste der früheren Burganlage

## Persönlichkeiten
- Joseph Rozier (1924–1994), Bischof von Poitiers (1975–1994)

## Weblinks

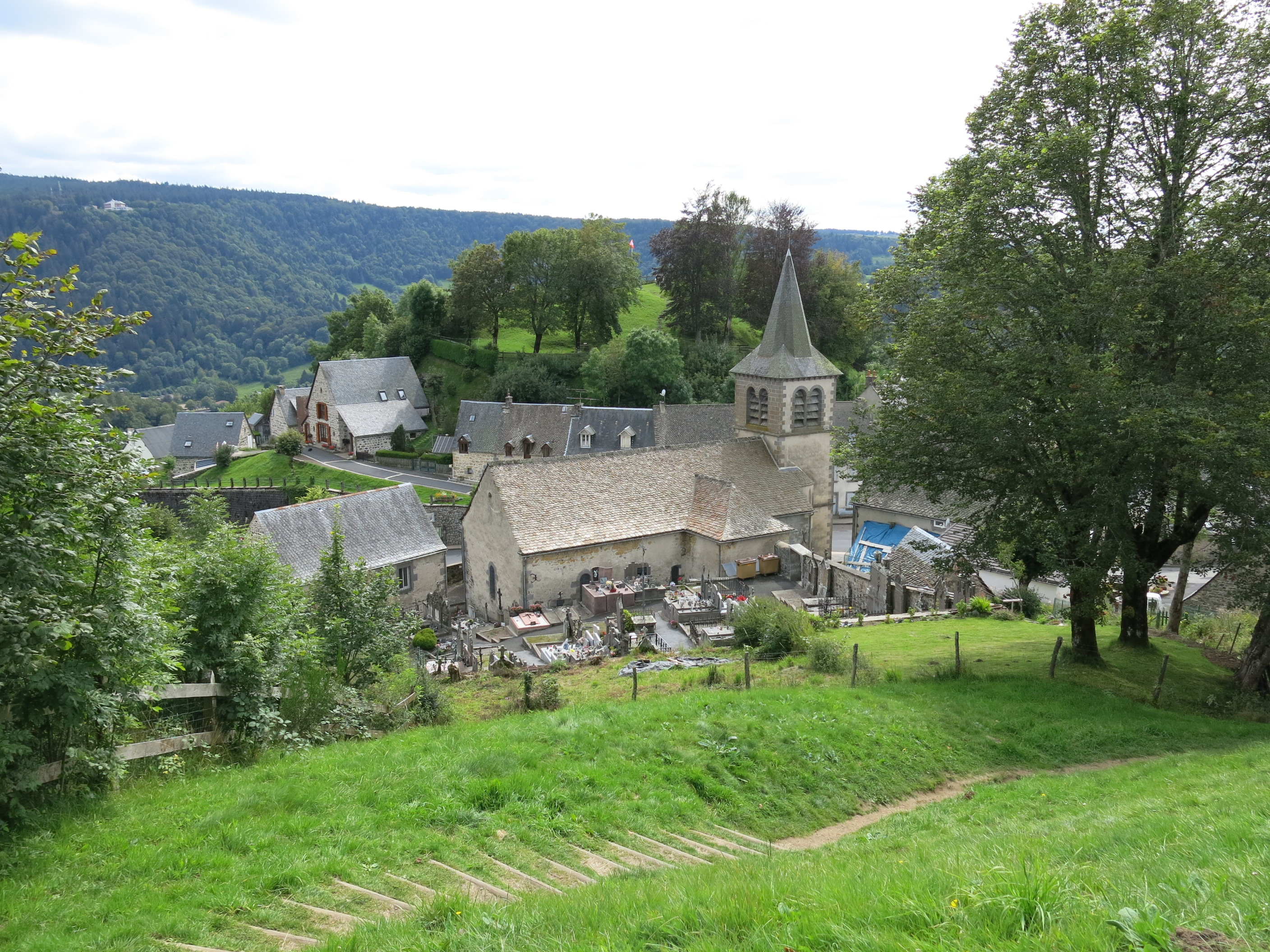
Kirche Saint-Maurice